# Salînți, Nemîriv
Salînți (în ucraineană Салинці) este un sat în comuna Semenkî din raionul Nemîriv, regiunea Vinnița, Ucraina.

## Demografie
Componența lingvistică a localității Salînți
     Ucraineană (97,44%)
     Rusă (2,56%)
Conform recensământului din 2001, majoritatea populației localității Salînți era vorbitoare de ucraineană (97,44%), existând în minoritate și vorbitori de rusă (2,56%).